# Echinodorus floribundus
Echinodorus floribundus är en svaltingväxtart som först beskrevs av Moritz August Seubert, och fick sitt nu gällande namn av Moritz August Seubert. Echinodorus floribundus ingår i släktet Echinodorus och familjen svaltingväxter. Inga underarter finns listade.

## Bildgalleri

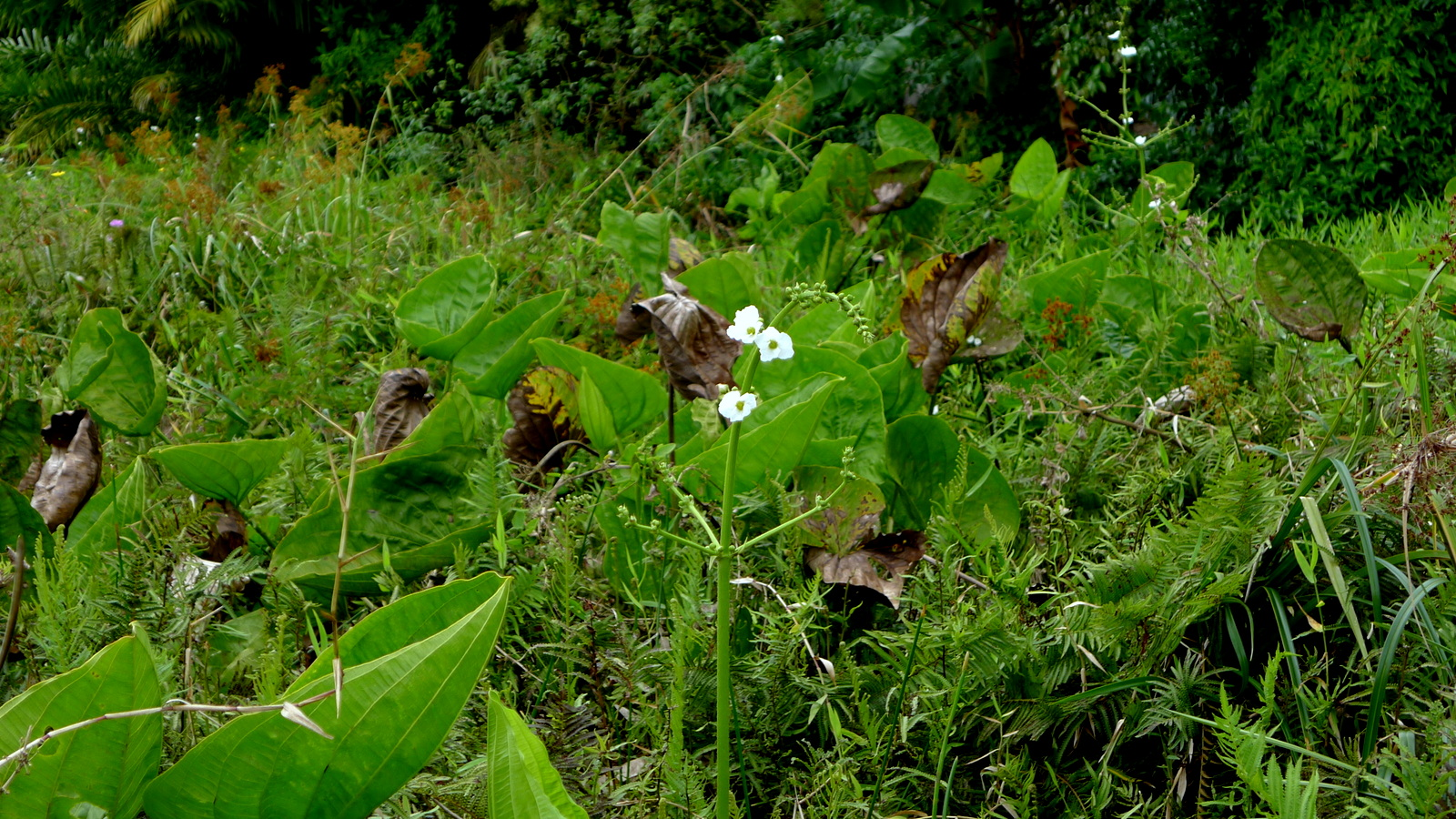
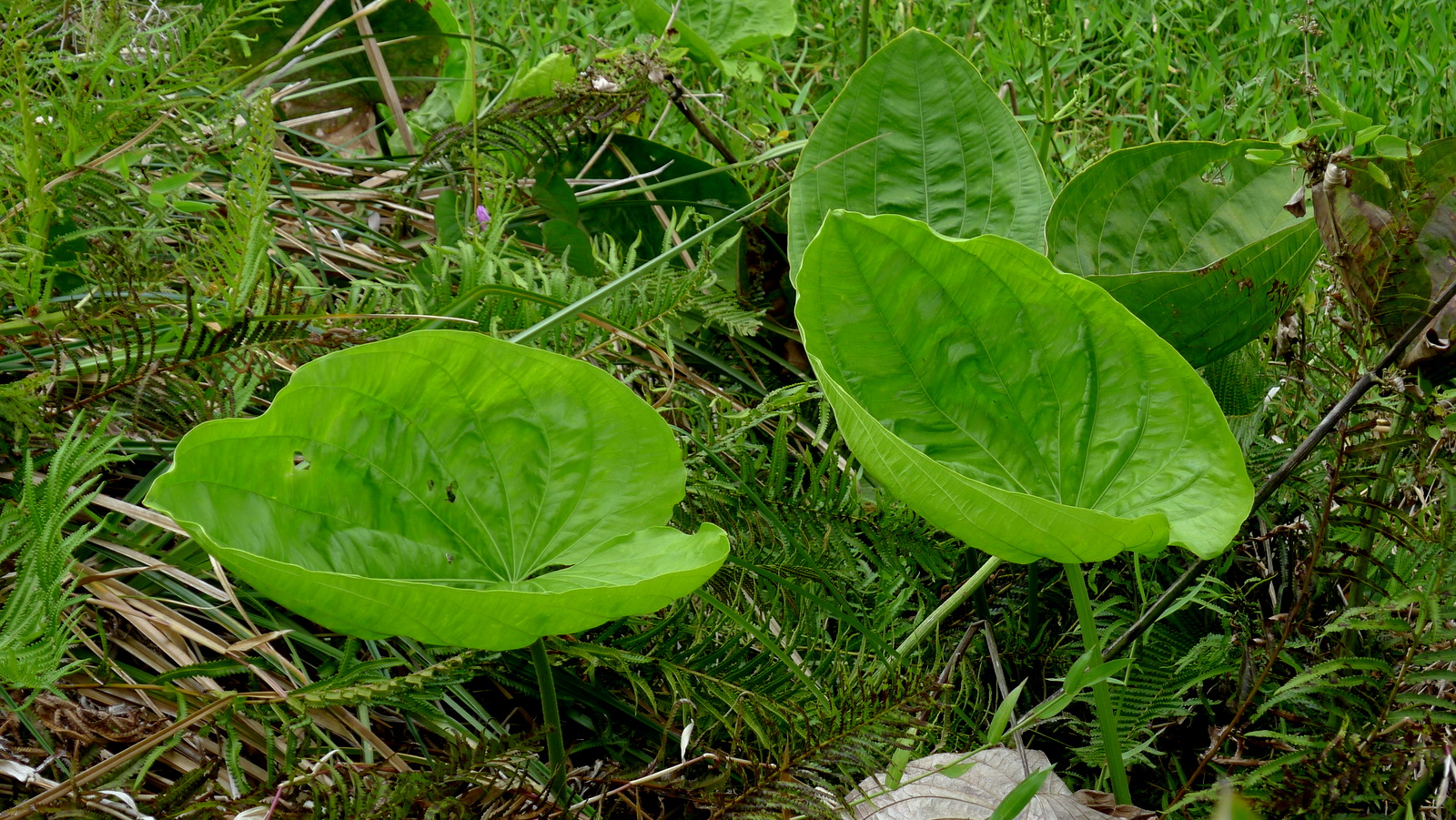
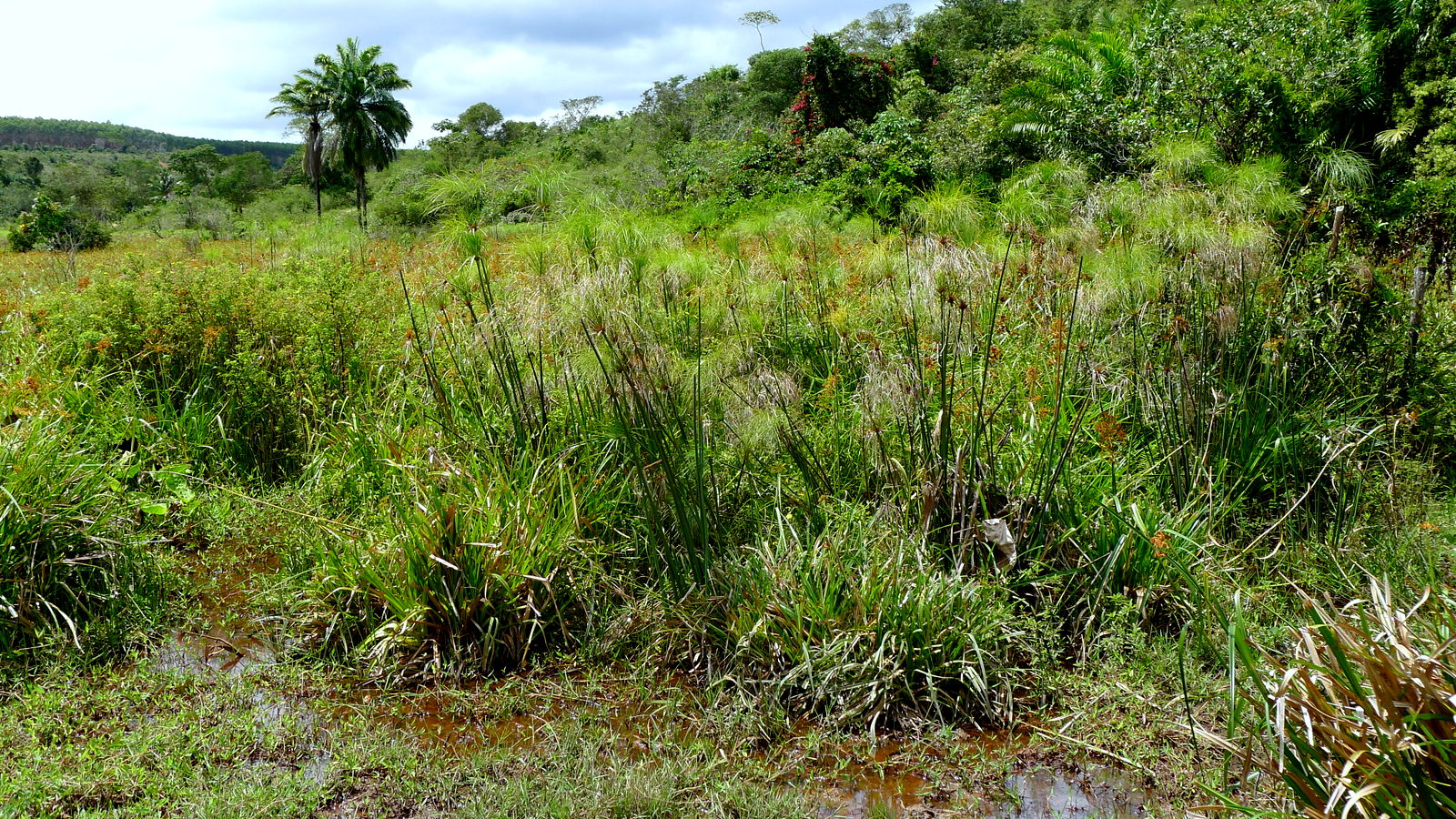
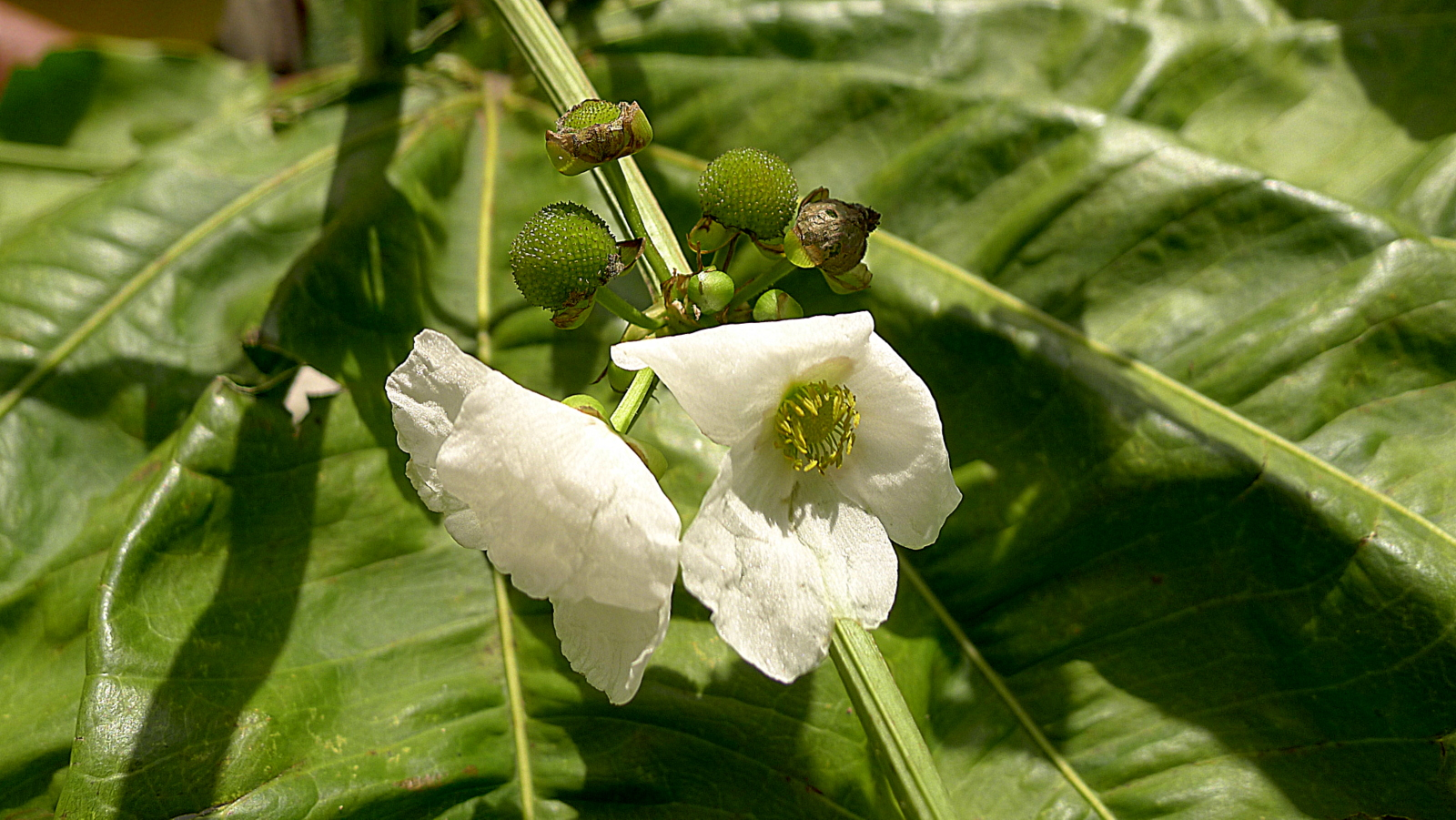
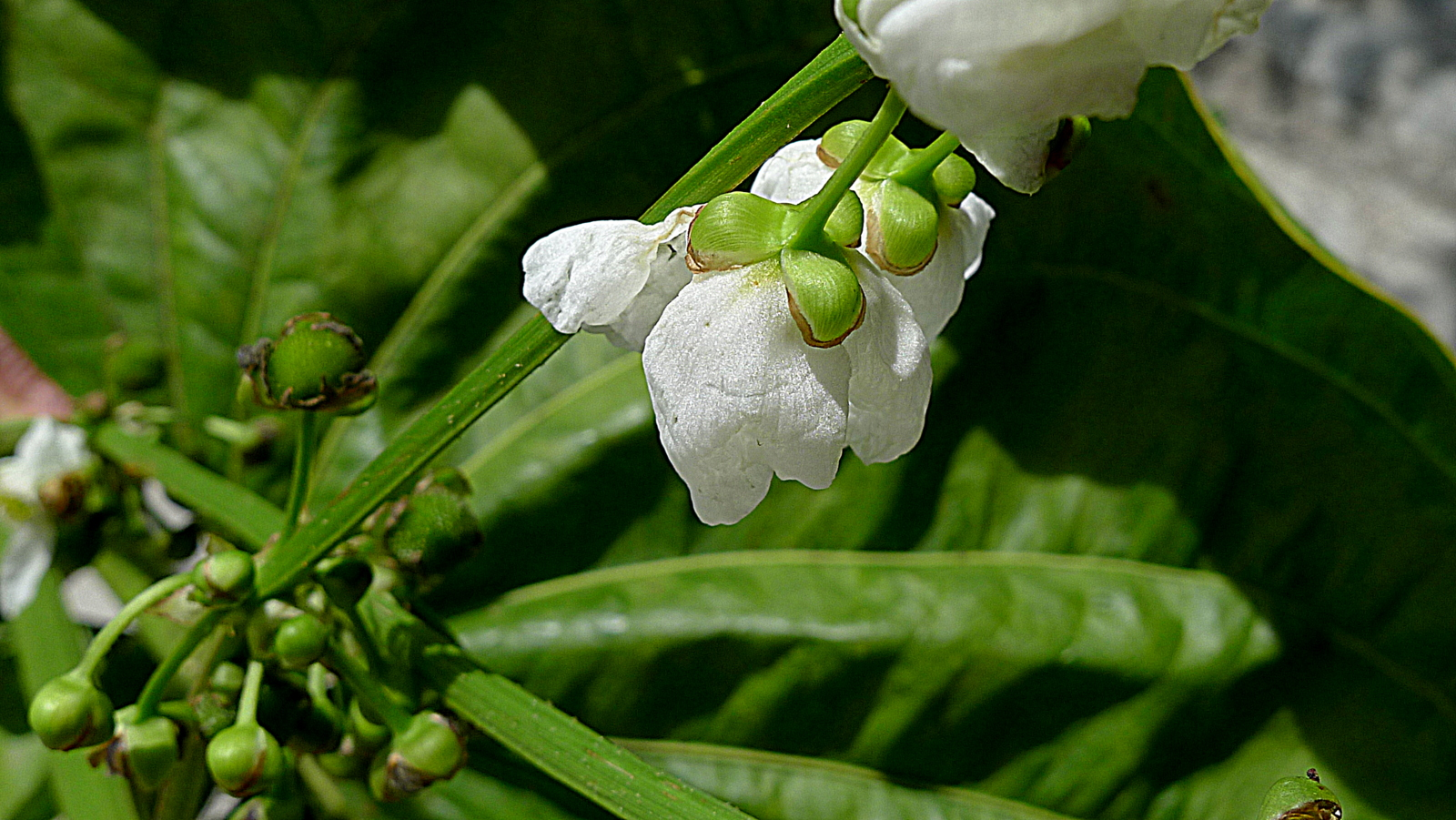
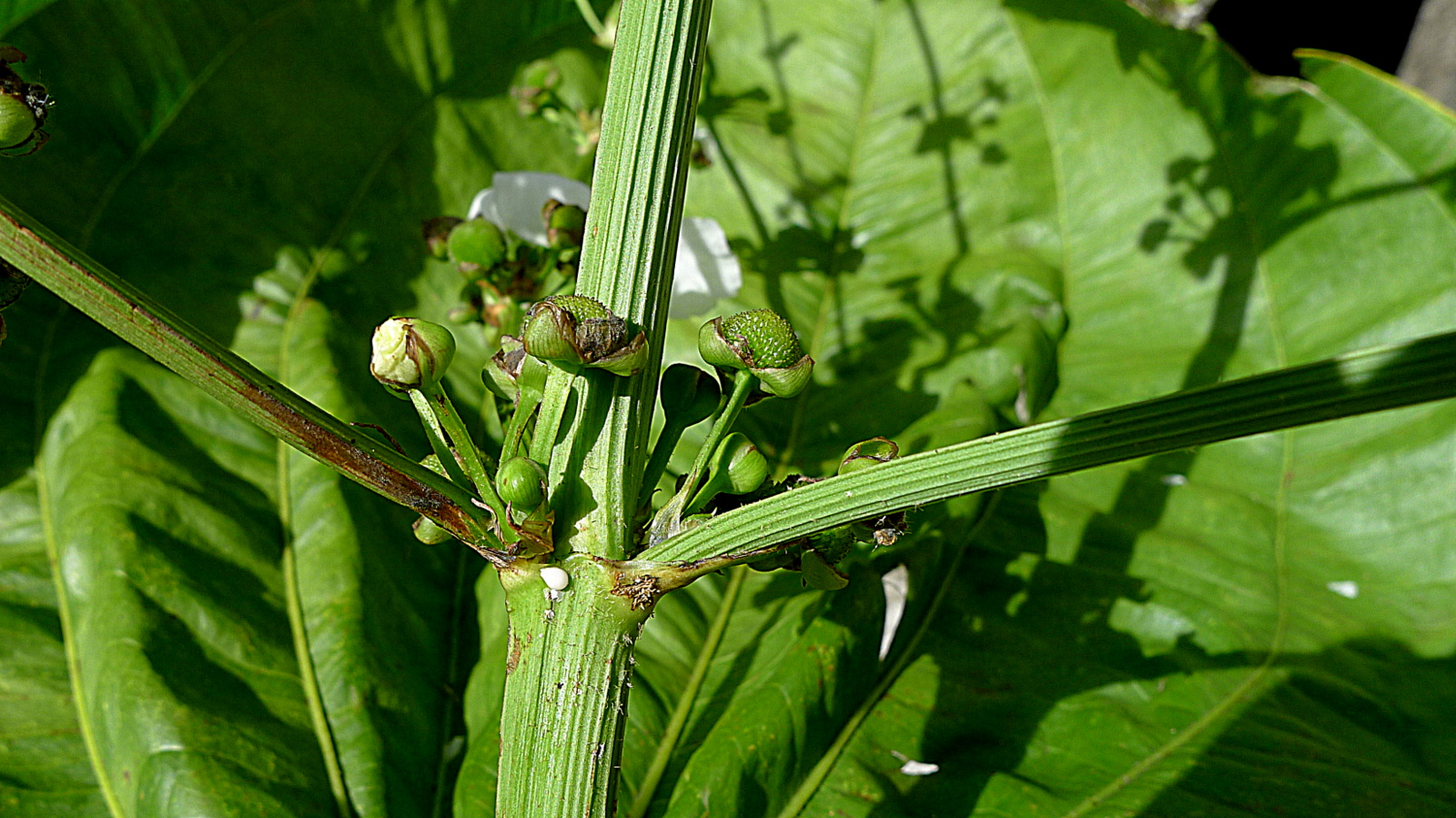